# André Thorent
André Thorent (28 de mayo de 1922 - 27 de marzo de 2015) fue un actor teatral, cinematográfico y televisivo de nacionalidad francesa.
Nacido en Salies-du-Salat, Francia, inició su carrera en los años 1950, actuando en más de un centenar de producciones cinematográficas y televisivas. Falleció en 2015 en Montreuil, Francia.

## Teatro
- 1965 : Le Goûter des généraux, escenografía de François Maistre, Théâtre de la Gaîté-Montparnasse
- 1971 : Dumas le magnifique, escenografía de Julien Bertheau, Théâtre du Palais Royal
- 1973 : Ce formidable bordel !, escenografía de Jacques Mauclair, Théâtre Moderne
- 1975 : L'Homme aux valises, escenografía de Jacques Mauclair, Théâtre de l'Atelier
- 2010 : Doce hombres sin piedad, escenografía de Stéphan Meldegg, Théâtre de Paris

## Selección de su filmografía

### Cine
- 2005 : Mon petit doigt m'a dit, de Pascal Thomas
- 2004 : San-Antonio, de Frédéric Auburtin
- 2003 : À la petite semaine, de Sam Karmann
- 2001 : Mercredi, folle journée !, de Pascal Thomas
- 1999 : La Maladie de Sachs, de Michel Deville
- 1993 : Pétain, de Jean Marbœuf
- 1993 : Le Tronc, de Bernard Faroux y Karl Zéro
- 1991 : Madame Bovary, de Claude Chabrol
- 1989 : Kinski Paganini, de Klaus Kinski
- 1986 : L'État de grâce, de Jacques Rouffio
- 1986 : Twist again à Moscou, de Jean-Marie Poiré
- 1983 : J'ai épousé une ombre, de Robin Davis
- 1982 : Paradis pour tous, de Alain Jessua
- 1980 : Cauchemar, de Noël Simsolo
- 1978 : Préparez vos mouchoirs, de Bertrand Blier
- 1976 : Le Corps de mon ennemi, de Henri Verneuil
- 1975 : La Rage au poing, de Éric Le Hung
- 1975 : La Brigade, de René Gilson
- 1974 : Un nuage entre les dents, de Marco Pico
- 1973 : Je sais rien, mais je dirai tout, de Pierre Richard
- 1973 : Décembre, de Mohammed Lakhdar-Hamina
- 1971 : On n'arrête pas le printemps, de René Gilson
- 1971 : L'Escadron Volapük, de René Gilson
- 1970 : Le Pistonné, de Claude Berri
- 1969 : El clan de los sicilianos, de Henri Verneuil
- 1967 : El silencio de un hombre, de Jean-Pierre Melville
- 1967 : Le Désordre à vingt ans, de Jacques Baratier
- 1965 : La Vieille Dame indigne, de René Allio
- 1965 : La Métamorphose des cloportes, de Pierre Granier-Deferre
- 1959 : La Tête contre les murs, de Georges Franju
- 1958 : Sois belle et tais-toi, de Marc Allégret
- 1958 : Julie la Rousse, de Claude Boissol
- 1958 : Paris nous appartient, de Jacques Rivette

### Televisión
- 2011 : Le Roi, l'Écureuil et la Couleuvre, de Laurent Heynemann
- 2007 : Une histoire à ma fille, de Chantal Picault
- 1998 : L'instit, episodio A quoi ça sert d'apprendre ?, de José Pinheiro
- 1980 : La Traque, de Philippe Lefebvre
- 1978 : Émile Zola ou la Conscience humaine, de Stellio Lorenzi
- 1978 : Las brigadas del tigre, de Victor Vicas, episodio Le village maudit
- 1978 : Gaston Phébus: L'abbé d'Aïre
- 1977 : Les Enquêtes du commissaire Maigret, episodio Au rendez-vous des Terre-Neuvas, de Jean-Paul Sassy
- 1975 : Pilotes de courses, de Robert Guez
- 1971 : Schulmeister, l'espion de l'empereur, episodio Un village sans importance
- 1971 : Face aux Lancaster: L'Avocat
- 1969 a 1978 : Au théâtre ce soir: 
  - Les coucous, de Michel Modo (1978)
  - Appelez-moi maître, de Gabriel Arout y Renée Arout (1977)
  - Edmée, de P.A. Breal  (1974)
  - Fric-Frac, de Édouard Bourdet (1971)
  - L'amour des 4 colonels, de Peter Ustinov (1969)
- 1996 - 1970 : Allô Police - 36 episodios
- 1966 : Rouletabille, episodio Rouletabille chez le Tsar
- 1961 : Les Perses, de Jean Prat